# Пайнвілл (Західна Вірджинія)
Пайнвілл (англ. Pineville) — місто (англ. town) в США, в окрузі Вайомінг штату Західна Вірджинія. Населення — 645 осіб (2020).

## Географія
Пайнвілл розташований за координатами 37°35′0″ пн. ш. 81°32′9″ зх. д. / 37.58333° пн. ш. 81.53583° зх. д. (37.583413, -81.535851).  За даними Бюро перепису населення США в 2010 році місто мало площу 2,18 км², з яких 2,07 км² — суходіл та 0,11 км² — водойми.

## Демографія
Згідно з переписом 2010 року, у місті мешкало 668 осіб у 303 домогосподарствах у складі 200 родин. Густота населення становила 307 осіб/км².  Було 345 помешкань (158/км²).
Расовий склад населення:
| - 97,8 % — білих - 0,4 % — чорних або афроамериканців - 0,4 % — азіатів |

До двох чи більше рас належало 1,3 %. Частка іспаномовних становила 0,3 % від усіх жителів.
За віковим діапазоном населення розподілялося таким чином: 17,4 % — особи молодші 18 років, 58,6 % — особи у віці 18—64 років, 24,0 % — особи у віці 65 років та старші. Медіана віку мешканця становила 49,4 року. На 100 осіб жіночої статі у місті припадало 98,2 чоловіків;  на 100 жінок у віці від 18 років та старших — 93,0 чоловіків також старших 18 років.
Середній дохід на одне домашнє господарство  становив 60 085 доларів США (медіана — 53 375), а середній дохід на одну сім'ю — 70 789 доларів (медіана — 60 893). Медіана доходів становила 64 688 доларів для чоловіків та 35 417 доларів для жінок. За межею бідності перебувало 20,9 % осіб, у тому числі 35,6 % дітей у віці до 18 років та 1,3 % осіб у віці 65 років та старших.
Цивільне працевлаштоване населення становило 238 осіб. Основні галузі зайнятості: освіта, охорона здоров'я та соціальна допомога — 32,8 %, сільське господарство, лісництво, риболовля — 25,6 %, мистецтво, розваги та відпочинок — 12,2 %, роздрібна торгівля — 10,5 %.